# Philodendron orionis
Philodendron orionis är en kallaväxtart som beskrevs av George Sydney Bunting. Philodendron orionis ingår i släktet Philodendron och familjen kallaväxter. Inga underarter finns listade.